# Unter den Linden (metropolitana di Berlino)
La stazione di Unter den Linden è una stazione della metropolitana di Berlino, situata nel quartiere di Mitte. È posta all'incrocio fra le linee U5 e U6.

## Nome
La nuova stazione, posta all'incrocio fra la Friedrichstraße e il viale Unter den Linden, possiede lo stesso nome che aveva fino al 2009 l'attuale stazione ferroviaria di Berlino Porta di Brandeburgo, posta all'estremità occidentale di Unter den Linden.

## Storia
Dopo una serie di interventi propedeutici iniziati nel 2010 sul luogo, i lavori di costruzione della struttura sotterranea furono avviati nel 2012 e comportarono uno scavo di 140 metri di lunghezza, 26 metri di larghezza e quasi 18 metri di profondità.
La stazione venne aperta il 4 dicembre 2020, in conseguenza al prolungamento della linea U5; contemporaneamente è stata chiusa la stazione di Französische Straße, posta sulla linea U6 ad appena 200 m di distanza.

## Servizi
La stazione dispone di:
- Biglietteria
- Scale mobili
- Ascensori